# Auteursbond
De Auteursbond, tot 2017 Vereniging van Schrijvers en Vertalers (VSenV), is een Nederlandse beroepsvereniging van schrijvers en vertalers van literair werk.
De Auteursbond is lid van de Europese schrijversraad European Writers' Council (EWC). De Vereniging van Letterkundigen, een afdeling van de Auteursbond, is lid van de Europese vertalersraad Conseil Européen des Associations de Traducteurs Littéraires (CEATL).

## Afdelingen en stichtingen
De Vereniging van Schrijvers en Vertalers bestond uit vier zelfstandige afdelingen:
- De Vereniging van Letterkundigen (VvL, sedert 2017 omgedoopt tot Auteursbond) voor schrijvers en vertalers van boeken en theaterwerk. Binnen deze afdeling bestaan weer werkgroepen voor proza, poëzie, kinder- en jeugdboeken, theater, literair vertalers en algemeen boekvertalers.
- Het Netwerk Scenarioschrijvers voor scenarioschrijvers voor film, televisie, radio en de nieuwe media.
- De Freelancers Associatie (FLA) voor schrijvers, journalisten en vertalers die op freelancebasis werken voor bijvoorbeeld kranten, tijdschriften en websites.
- De Vereniging van Educatieve Auteurs, voor auteurs die teksten schrijven met een educatief doel.

Sinds 2017 heeft de Auteursbond geen zelfstandige afdelingen meer maar acht secties die letterkundigen (schrijvers en dichters), jeugdboekenschrijvers, scenarioschrijvers, toneelschrijvers, educatieve auteurs, vertalers, freelance journalisten en ondertitelaars vertegenwoordigen. In 2019 kwam daar een negende afdeling voor misdaadauteurs bij, toen het in 1986 opterichte Genootschap van Nederlandstalige Misdaadauteurs onderdeel werd van de Auteursbond.
De Auteursbond beheert ook een aantal stichtingen, onder meer voor specifieke diensten voor auteurs. Een daarvan is de Stichting Charlotte Köhler die het Charlotte Köhler Stipendium toekent. Van 1939 tot 2008 reikte de vereniging de Mr. H.G. van der Vies-prijs voor toneel uit.
De Auteursbond telde anno 2019 1650 leden. Voorzitter van de Auteursbond van 2017 tot medio 2022 was Maria Vlaar. Voorzitter vanaf medio 2022 is Miro Lucassen.

## Geschiedenis

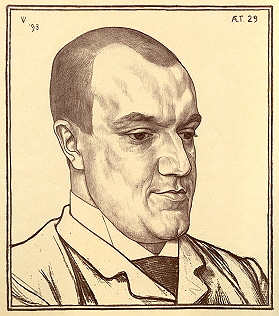
Lodewijk van Deyssel, de oprichter van de Vereniging van Letterkundigen. Portret op 29-jarige leeftijd door Jan Veth (1893)

De VSenV is voortgekomen uit de Vereniging van Letterkundigen (VvL). De VvL werd opgericht in 1905 door Lodewijk van Deyssel en Herman Robbers. Hij formuleerde een jaar later duidelijk waar de VvL voor stond: De vereeniging wil namelijk in de eerste plaats zijn een vakvereeniging ter behartiging der materieele belangen van de letterkundigen. De VvL heeft voor de positie van de Nederlandse auteur veel tot stand gebracht: de invoering van modelcontracten, een minimum literair vertaaltarief per woord en ook het innen en verdelen van leenrecht en kabelrechtgelden door de Stichting Lira. Uit de schoot van de VvL werden verschillende andere organisaties geboren: het Fonds voor de Letteren, de stichting Schrijvers School Samenleving en het Vertalershuis.
Sinds 1973 heette de VvL Vereniging van letterkundigen/Vakbond van Schrijvers. In 1998 werd zij omgedoopt tot Vereniging van Schrijvers en Vertalers. Op 19 februari 2005 vierde de vereniging haar honderdjarig bestaan. René Appel was voorzitter van de Vereniging van Letterkundigen tot 2008. Hij werd toen opgevolgd door Jan Boerstoel.
De oprichtingsvergadering van de Freelancers Associatie (FLA) vond plaats in Amsterdam op 28 februari 1999. De aanleiding voor de oprichting was de ongevraagde en onbetaalde herpublicatie van het werk van een aantal journalisten op internet en in databases, met name door PCM in de PersDatabank (later hernoemd tot FactLane). Dankzij de steun van de toenmalige Vereniging van Letterkundigen boekte de FLA resultaat in haar strijd hiertegen na uitvoerig procederen en publicitaire druk. PCM werd in 2002 gedwongen 2,3 miljoen euro schadevergoeding aan freelancers te betalen.